# Kahnawake
Kahnawake 14, dont le nom en mohawk est Kahnawà:ke, et anciennement connue sous le nom de Caughnawaga, est une réserve où résident des autochtones de la Première Nation des Mohawks de Kahnawà:ke. Elle est située sur la rive-sud de Montréal, en Montérégie, au sud-ouest du Québec.

## Histoire

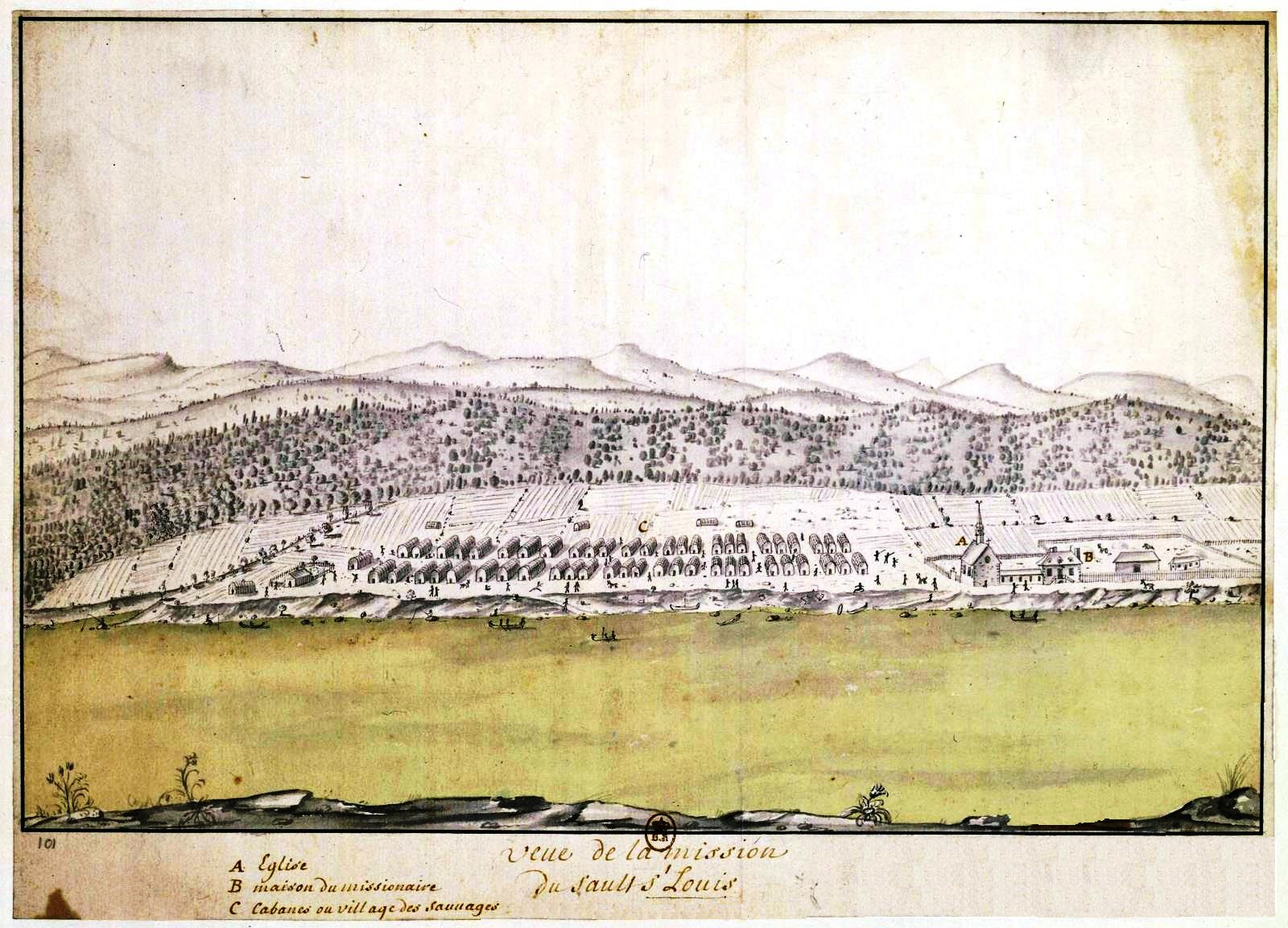
Mission du Sault Saint-Louis, vers 1670.

Établie en 1667, la première mission iroquoise en Nouvelle-France était nommée Kentaké. Celle-ci fut déplacée en 1676 et rebaptisée Kahnawake ou « aux rapides ». En 1690, le village fut encore déplacé et renommé Kahnawakon, ou « dans les rapides ». En 1696, la mission revint « aux rapides » (à un endroit différent), un établissement ultérieurement nommé Kanatakwente, ou « le village tel que laissé ». Le village de Kahnawake atteint son endroit actuel en 1716 avec la construction du fort du Sault Saint-Louis. C'est le village d'origine du trappeur Ignace Francis La Mousse qui a aidé les jésuites belges à explorer les montagnes Rocheuses au XIXe siècle.
Le terme « Caughnawaga », issu d'une ancienne traduction anglaise et hollandaise, fut employé pour désigner le village jusque dans les années 1970, alors que le Centre culturel Kanien'kehaka Raotitiokwa commença à persuader les gens à revenir à l'épellation ancestrale du nom. En 1981, le Centre culturel adresse une requête au gouvernement du Québec afin que le nom original soit de nouveau utilisé. En 1985, les cartes et panneaux de signalisation furent modifiés.

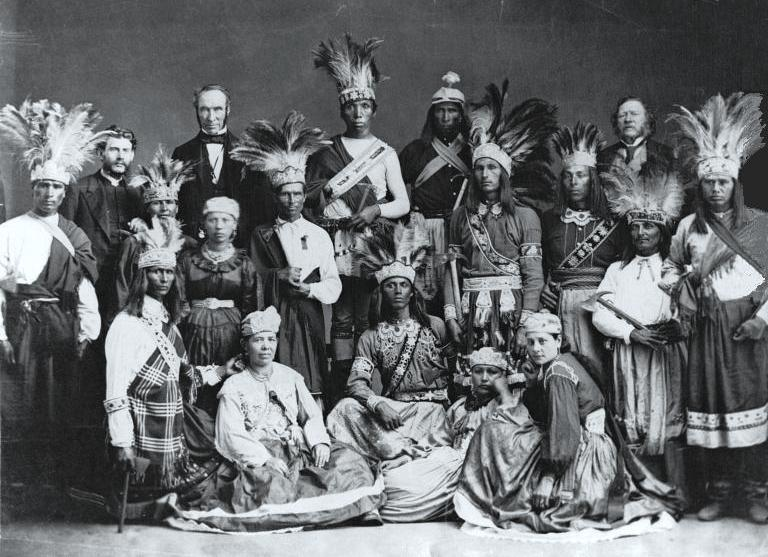
Groupe de Mohawks accompagnés du maire de Montréal, William Workman, Kahnawake, 1869.

Dans les années 1830, Kahnawake est le plus grand village autochtone du Bas-Canada, peuplé de près de 1000 agriculteurs, fermiers, chasseurs, guerriers et artisans. Presque toutes les familles possèdent un cheval, des cochons et des bovins. La plupart cultivent du maïs et des patates et d'autres cultivent aussi de l'orge, des pois et des fèves. Le blé cultivé est rare ; en fait la plupart des familles vivent de maïs, de chasse et d'artisanat (Recensement de 1831).
Alors que les autorités appellent les résidents de ce village « Native American of Caughnawaga » ou « Iroquois tribe of Caughnawaga », et que leurs voisins de Châteauguay les surnomment « Amérindiens du Sault », « Gens du Sault » ou « Sauvages du Sault », les habitants de Kahnawake préfèrent s'appeler « Iroquois du Sault-Saint-Louis ». Cette appellation renvoie à une identité collective qui s'exprime sur au moins quatre niveaux, et qui ne cesse d'évoluer au cours des décennies.
Au XIXe siècle, certains habitants de Kahnawake sont unilingues iroquois alors que la plupart parlent aussi le français et portent des noms iroquois agencés à des noms de famille français tels que de Lorimier, Giasson, Beauvais, Monique et Delisle. 
Une étude empirique de 1991 sur les attitudes linguistiques de la communauté mohawk donne un aperçu de l'utilisation des langues officielles du Canada et de la langue mohawk :
« Les attitudes négatives à l'égard du français et l'absence presque totale de 
contacts avec les Québécois expliquent en partie la faible connaissance et l'usage réduit de cette langue. 
L'anglais, par contre, est la langue la plus utilisée autant par les femmes que 
par les hommes, par les jeunes que par les personnes plus âgées. »

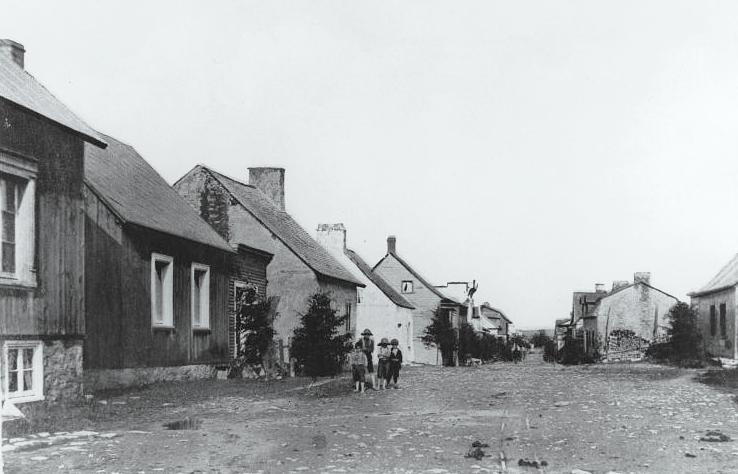
Kahnawake en 1910.

En utilisant le terme « iroquois », les gens de Kahnawake du XIXe siècle s'identifient à la confédération iroquoise, dont les villages se trouvent encore dans l'État de New York et qui est formée de six nations distinctes : Mohawk, Cayuga, Onondaga, Oneida, Seneca et Tuscarora. Aujourd'hui, ce sentiment d'identité s'est précisée puisque les gens de Kahnawake s'identifient en tant que « Mohawks », l'une des six nations iroquoises.
Le terme « Sault-Saint-Louis » distingue Kahnawake des autres villages amérindiens du Bas-Canada, dont Saint-Régis (Akwesasne), Deux-Montagnes (Kanesatake-Oka), le village abénaki de Saint-François, et le village wendat-huron de Lorette. À l'époque, les sept principaux villages amérindiens du Bas-Canada sont regroupés dans ce qu'ils appellent la Fédération des Sept-Feux ou des Sept Nations. Kahnawake est le « chef-lieu » de ce pacte fédératif et sert à titre d'organisation politique centrale tout en respectant l'autonomie des communautés alliées. Le conseil de Kahnawake est d'ailleurs composé de sept chefs élus à vie par leurs clans respectifs. Le terme « Sault-Saint-Louis » demeure peu usité aujourd'hui, sauf dans le contexte de revendications territoriales.
Enfin, le terme « Sault-Saint-Louis » renvoie au nom de la seigneurie dans laquelle le village de Kahnawake se trouve depuis ses origines. En 1680, un terrain de 40 000 acres fut octroyé aux Jésuites afin d'y faire habiter des Iroquois convertis. Il était convenu que les Jésuites n'étaient pas les seigneurs du Sault et ne devaient pas concéder des terres à des Blancs. Toutefois, sous l'influence illicite des prêtres, les limites sud (seigneurie de La Salle) et est (seigneurie de la Prairie-de-la-Madeleine) du Sault-Saint-Louis devinrent rapidement outrepassées par des agriculteurs blancs.
Aujourd'hui, seulement 11 000 acres des 40 000 acres originaux demeurent dans les mains des Mohawks.

### Les revendications territoriales
Depuis 1760, les Iroquois de Kahnawake réclament une portion du territoire, la seigneurie du Sault-Saint-Louis, qui a été annexée à la seigneurie voisine de La Prairie-de-la-Madeleine. Au cours du XIXe siècle, la limite mal définie entre Sault St-Louis et La Prairie est devenue l'objet de nombreuses requêtes, pétitions et délégations de la part des chefs de Kahnawake. En 1829, le curé séculier de Kahnawake, Joseph Marcoux, rédigea un « résumé » de 15 « preuves en faveur des Sauvages du Sault St-Louis » dans l'espoir que la portion de terre réclamée leur soit remise. Toutefois, tout comme les autres demandes, ce texte tomba sur des oreilles de sourds.
Les revendications territoriales actuelles touchent les municipalités de Saint-Constant, Sainte-Catherine, Saint-Mathieu, Delson, Candiac et Saint-Philippe, tous s'étant graduellement établies sur la seigneurie du Sault-Saint-Louis. En 2018, malgré des contestations judiciaires de la part des municipalités concernées, des terres avoisinant l'autoroute 30 et au nord-ouest du territoire sont transférées des municipalités à la réserve de Kahnawake.

## Politique d'expulsions des «non-Mohawks» de la réserve de Kahnawake
Dès la création de la réserve au XVIIe siècle, l'identité collective des habitants de Kahnawake est régulièrement une source de débats. Dès 1850, une lettre du chef Martin Tekanasontie au Gouverneur-général du Canada, Lord Elgin, relate des règles controversées similaires sur l'attribution des droits mohawks, différant selon le genre de la personne mohawk impliquée dans l'union : « il n'est pas permit a un blanc qui se marie à une sauvagesse de jouir des droits des Sauvages, qu'en se mariant a un blanc elle perd ainsi que ses enfants, tous droits comme membres de Tribu a la quelle elle appartenoit [...]; un Sauvage qui se marie à une blanche peut emmener sa femme dans sa cabane et elle et ses enfants jouissent de tous les droits des membres de la Tribu a laquelle appartient, le Sauvage avec qui elle se marie [...]; il n'est pas permis a un blanc de s'établir parmi nous et de jouir de nos droits. [Ces] droits nous ont été transmis par nos pères, ils ont toujours été respectés. ». En 1981, des premières expulsions de personnes que le conseil considère comme étant non-mohawk se sont produites. Cette politique d'expulsion finira par obtenir le surnom de « Marry Out, Get Out ».
Dès 1993, des contestations au tribunal apparaissent contre ces décisions de la part de Mary Deer, habitante mohawk, dont le mari non-mohawk fut visé pour expulsion avec 200 autres personnes. Encore en 2010, le cas n'était toujours pas réglé.
En février 2010, le conseil de bande de la réserve de Kahnawake décide d'expulser toute personne qui n'est pas considérée Mohawk de celle-ci, y compris ceux qui ont un conjoint de cette tribu et interdit aux étrangers de s'y installer. La décision fut ouvertement critiquée par le ministre fédéral des affaires indiennes, Chuck Strahl, ainsi que par le chef du Parti libéral du Canada, Michael Ignatieff bien que Strahl ajouta que c'était légal et qu'il ne pouvait directement intervenir et qu'Ignatieff disait comprendre l'objectif de la préservation culturelle mais pas la décision. La critique fut rejointe par un organisme de droits des femmes autochtones du Québec, Femmes autochtones du Québec inc., sa présidente mohawk Ellen Gabriel ajoutant que ces évictions ne respectaient pas les « coutumes et traditions mohawk » et, qu'au contraire, tout conseil de bande comme celui de Kahnawake faisant ce genre d'évictions perpétuait les politiques de la Loi sur les indiens, les plaçant « dans le camp des oppresseurs ». À l'inverse, ces avis d'expulsions furent défendus par l'ancien secrétaire général du Conseil exécutif du Québec, Louis Bernard, dans un article du Devoir où il voit en ces expulsions un effort de survie culturelle et identitaire comparable à la Commission Bouchard-Taylor pour la nation québécoise. 
En 2014, le rédacteur en chef Steve Bonspiel du journal de la réserve Eastern Door, mohawk natif de la réserve de Kanesatake, fut expulsé d'une réunion de son journal parce que n'étant pas considéré comme inscrit dans le registre de la bande de la réserve en vertu d'une loi de 2003 réservant l'appartenance mohawk à ceux ayant au moins quatre arrière-grands-parents mohawk. Bonspiel critiqua le fait que les pleins pouvoirs dans ces décisions furent laissés au conseil des ainés, disant que certains parmi ceux-ci interprétaient la loi pour ne pas compter les personnes qui ne parlaient pas la langue mohawk ou qui ne se « comportait pas en mohawk », excluant leurs descendants de leur appartenance à la réserve et des services qui s'y trouve.
Cinq résidents de la réserve se sont plaints devant la Commission canadienne des droits de la personne pour avoir été victimes de discrimination avec leur avis d'expulsion ainsi que des allégations de s'être vu refusé des emplois et des services à Kahnawake pour des motifs similaires, Commission qui leur donna raison d'y voir discrimination en 2016 et relégua l'affaire au Tribunal canadien des droits de la personne. Le porte-parole du conseil de bande de Kahnawake, Joe Delaronde, dit que celui-ci était « peu surpris » devant la décision de la Commission, réfutant les allégations des plaintifs et disant que les personnes mariées ou vivant avec des autochtones mohawk n'avaient pas le droit de vivre dans la réserve.
En 2018, la Cour supérieure du Québec juge discriminatoire en vertu de la Charte canadienne des droits et libertés et basée « sur des stéréotypes au sujet des mariages mixtes » la politique d'expulsion des personnes jugées non-mohawk, ordonnant le dédommagement de 7 des 16 plaignants avec des montants allant de 1000 à 25 000$. Le juge Thomas M. Davis ajoute également que le conseil de bande échoua à offrir des preuves que « la présence de partenaires allochtones puisse limiter la capacité du conseil à gérer son territoire » et que ces politiques « remplissaient l'objectif de protéger la culture et le territoire mohawk » mais laisse au conseil des ainés de Kahnawake la liberté d'examiner les demandes de réintégration des membres expulsés. Le chef de Kahnawake, Joe Norton, contesta cette décision, indiquant qu'aucun tribunal ne pouvait décider sur ce qu'il considère comme « des affaires intrinsèquement liées à notre identité ». 

## Géographie
La réserve indienne Kahnawake 14 est située dans la région administrative de la Montérégie au Québec. Elle est reliée à l'arrondissement montréalais de LaSalle par le pont Honoré-Mercier. 

## Démographie
Kahnawake refuse de participer aux recensements du Canada depuis plusieurs années. Il n'existe donc aucune donnée démographique officielle sur la communauté. Cependant, en 2006, la population était de 8 550 habitants.[réf. souhaitée]

## Personnalités liées
- John Kim Bell (en), chef d'orchestre
- Tracey Deer, réalisatrice et éditrice de journaux
- Don Eagle (en), lutteur
- Mary Two-Axe Earley, militante des droits des femmes autochtones
- Babe et Carla Hemlock (en), artistes visuels
- Waneek Horn-Miller (en), joueuse de water-polo
- Kawennáhere Devery Jacobs, actrice
- Alwyn Morris, kayakiste
- Mike Kanentakeron Phillips, acteur
- Alex Rice (en), actrice
- Bobby Simpson, joueur de hockey
- MC Snow, sculpteur
- Dexter Stacey (en), pilote automobile
- Kateri Tekakwitha, sainte
- George Gilbert Wahiakeron[14], acteur et traducteur
- Derek White (en), pilote automobile